# Ozereanî, Bobrovîțea
Ozereanî (în ucraineană Озеряни) este localitatea de reședință a comunei Ozereanî din raionul Bobrovîțea, regiunea Cernihiv, Ucraina.

## Demografie
Componența lingvistică a localității Ozereanî
     Ucraineană (96,98%)
     Rusă (3,02%)
Conform recensământului din 2001, majoritatea populației localității Ozereanî era vorbitoare de ucraineană (96,98%), existând în minoritate și vorbitori de rusă (3,02%).